# تنادد عميق

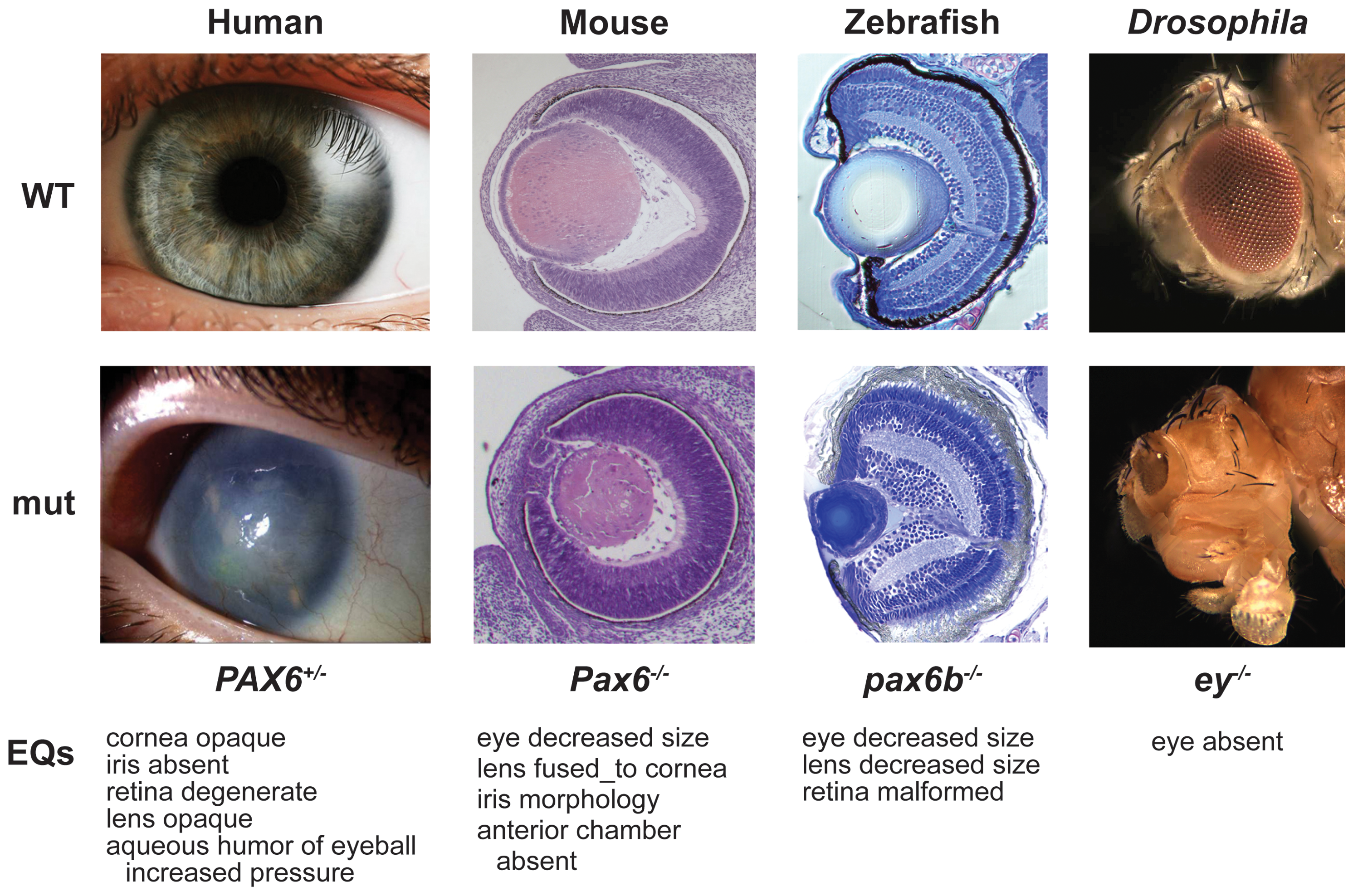

التنادد العميق هو مفهوم في علم الأحياء التطوري يُستعمل لوصف الحالات التي تكون بها سيرورات التكاثر والتمايز خاضعة لآليات وراثية تناددية ومحفوظة بعمق في مجموعة كبيرة وواسعة من الأنواع.